# Grand Prix d'été de saut à ski 2006
Le Grand Prix d'été de saut à ski 2006 est la 13eédition du Grand Prix d'été de saut à ski organisé par la FIS, il fut remporté pour la troisième fois par le polonais Adam Małysz.

## Classement Final
| Place | Nom                   | Pays               | Points |
| ----- | --------------------- | ------------------ | ------ |
| 1     | Adam Malysz           | Pologne            | 545    |
| 2     | Wolfgang Loitzl       | Autriche           | 486    |
| 3     | Andreas Kofler        | Autriche           | 397    |
| 4     | Simon Ammann          | Suisse             | 393    |
| 5     | Gregor Schlierenzauer | Autriche           | 330    |
| 6     | Andreas Kuettel       | Suisse             | 303    |
| 7     | Janne Happonen        | Finlande           | 252    |
| 8     | Anders Bardal         | Norvège            | 221    |
| 9     | Jakub Janda           | République tchèque | 196    |
| 10    | Anders Jacobsen       | Norvège            | 168    |

## Résultats
| Date              | Lieu          | Vainqueur                                                                    | Deuxième                                                       | Troisième                                                              |
| 5 août 2006       | Hinterzarten  | Autriche Wolfgang Loitzl Gregor Schlierenzauer Manuel Fettner Andreas Kofler | Finlande Tami Kiuru Harri Olli Janne Happonen Matti Hautamaeki | Allemagne Michael Neumayer Martin Schmitt Georg Spaeth Michael Uhrmann |
| 6 août 2006       | Hinterzarten  | Georg Spaeth                                                                 | Andreas Kofler                                                 | Gregor Schlierenzauer                                                  |
| 8 août 2006       | Val di Fiemme | Adam Malysz                                                                  | Andreas Kuettel                                                | Jakub Janda                                                            |
| 12 août 2006      | Einsiedeln    | Andreas Kofler                                                               | Gregor Schlierenzauer                                          | Simon Ammann                                                           |
| 14 août 2006      | Courchevel    | Gregor Schlierenzauer                                                        | Wolfgang Loitzl                                                | Adam Malysz                                                            |
| 26 août 2006      | Zakopane      | Adam Malysz                                                                  | Gregor Schlierenzauer                                          | Jernej Damjan Anders Bardal                                            |
| 2 septembre 2006  | Kranj         | Simon Ammann                                                                 | Wolfgang Loitzl                                                | Roman Koudelka                                                         |
| 9 septembre 2006  | Hakuba        | Janne Happonen                                                               | Wolfgang Loitzl                                                | Antonin Hajek                                                          |
| 10 septembre 2006 | Hakuba        | Janne Happonen                                                               | Andreas Kuettel                                                | Antonin Hajek                                                          |
| 30 septembre 2006 | Klingenthal   | Adam Malysz                                                                  | Andreas Widhoelzl                                              | Tami Kiuru                                                             |
| 3 octobre 2006    | Oberhof       | Adam Malysz                                                                  | Anders Bardal                                                  | Janne Ahonen                                                           |